# Tetragnatha parva
Tetragnatha parva är en spindelart som beskrevs av Badcock 1932. Tetragnatha parva ingår i släktet sträckkäkspindlar, och familjen käkspindlar.
Artens utbredningsområde är Paraguay. Inga underarter finns listade i Catalogue of Life.